# Nghệ thuật Síp
Lịch sử nghệ thuật Síp (tiếng Hy Lạp: Κυπριακής τέχνης) có thể được truy nguồn gốc từ 10 ngàn năm trước, sau sự phát hiện một loạt hình ảnh khắc thời Chalcolithic tại các làng ở Khoirokoitia và Lempa, Lưu trữ ngày 17 tháng 1 năm 2013 tại Wayback Machine, và hòn đảo này cũng là quê hương của nhiều tranh thần tượng nghệ thuật cao từ thời Trung Cổ.

## Lịch sử hình thành và phát triển
Thời hiện đại, lịch sử nghệ thuật Síp bắt đầu với họa sĩ Vassilis Vryonides (1883-1958) người đã theo học tại Viện hàn lâm Nghệ thuật ở Venice. Tuy nhiên, có thể cho rằng hai người cha sáng lập nghệ thuật hiện đại Síp là Adamantios Diamantis (1900-1994), người từng theo học trường Cao đẳng Nghệ thuật Hoàng gia tại London, và Christopheros Savva (1924-1968), người cũng từng theo học ở London, tại Trường Nghệ thuật St Martins. Ở nhiều khía cạnh hai nghệ sĩ này đã lập ra khuôn mẫu cho nền nghệ thuật Síp sau này, và cả hai phong cách nghệ thuật và hình mẫu của họ vẫn còn để lại ảnh hưởng cho tới ngày nay. Đặc biệt đa số nghệ sĩ Síp vẫn đang được đào tạo tại Anh Quốc, dù các trường nghệ thuật tại Hy Lạp và các trường nghệ thuật trong nước cũng ngày càng được nhiều sinh viên lựa chọn, như trường Cao đẳng Nghệ thuật Síp, Đại học Nicosia và Viện Công nghệ Frederick.
Một trong các đặc điểm của nghệ thuật Síp là khuynh hướng hội họa tượng trưng, dù nghệ thuật khái niệm cũng đang được một số trường nghệ thuật ủng hộ, đáng chú ý nhất là Trung tâm Nghệ thuật Thành phố Nicosia  Lưu trữ ngày 30 tháng 6 năm 2012 tại Wayback Machine. Các gallery nghệ thuật có mặt tại tất cả các thị trấn lớn, và cũng có một thị trường nghệ thuật thương mại lớn và sôi động. Síp từng đăng cai tổ chức festival nghệ thuật quốc tế Manifesta năm 2006, nhưng nó bị huỷ bỏ ở phút trót sau một cuộc tranh cãi giữa các nhà tổ chức Hà Lan và Bộ giáo dục và văn hoá Síp về địa điểm của một số sự kiện Manifesta tại khu Thổ Nhĩ Kỳ ở thủ đô Nicosia. Cuộc tranh cãi sôi nổi về sự kiện này đã khiến một số câu hỏi được đưa ra tại Síp về việc liệu Manifesta có phải là một âm mưu được CIA giật dây để phá hoại phía Síp Hy Lạp trong các cuộc đàm phán đang diễn ra về việc tái thống nhất Síp.
Các nghệ sĩ nổi tiếng khác của Síp gồm Rhea Bailey, Mihail Kkasialos, Ioannis Kissonergis, Theodoulos Gregoriou, Helene Black, George Skoteinos, Kalopedis family, Nicos Nicolaides, Stass Paraskos, Arestís Stasí, Telemachos Kanthos, Konstantia Sofokleous và Chris Achilleos.